# Affile
Affile est une commune italienne située dans la ville métropolitaine de Rome Capitale, dans la région Latium.

## Géographie

### Situation
Le territoire communal occupe 15,11 km2 sur le versant méridional des monts Affilani, dominant le cours de l'Aniene. Le centre historique est situé à 684 m d'altitude.

## Histoire
C'est à Affile (Enfide au VIe siècle) que saint Benoît aurait fait son premier miracle.

## Politique et administration
| Période                                  | Période  | Identité    | Étiquette     | Qualité |
| ---------------------------------------- | -------- | ----------- | ------------- | ------- |
| 2008                                     | En cours | Ercole Viri | Liste civique |         |
| Les données manquantes sont à compléter. |          |             |               |         |

## Culture et patrimoine

### Monuments
En 2012, un monument (un mausolée) commémorant le criminel de guerre Rodolfo Graziani a été construit, déclenchant une polémique.